# Posse de José Sarney
José Sarney tomou posse como vice-presidente do Brasil em 15 de março de 1985, em virtude da impossibilidade do presidente eleito, Tancredo Neves, ele assumiu a presidência de forma interina, já que era aguardado que Tancredo se recuperaria de sua condição médica e assume a presidência, fato que não ocorreu e Tancredo acabou morrendo em 21 de abril do mesmo, sendo José Sarney efetivado no cargo.
A posse de Sarney marcou o fim do período militar no Brasil e o início de um novo governo democrático.